# قیام افسران خراسان
قیام افسران خراسان به قیام نظامیان متمایل به حزب تودهٔ ایران در خراسان در مردادماه سال ۱۳۲۴ علیه حکومت وقت گفته می‌شود. این قیام در شب ۲۴ مرداد آغاز شد و در ۲۹ مرداد به شکست انجامید. 

## شرح واقعه
در تابستان سال ۱۳۲۴ سرهنگ عبدالرضا آذر به اتفاق سرگرد علی اکبر اسکندانی که هر دو عضو سازمان افسران حزب توده ایران بودند، تصمیم به قیام مسلحانه علیه رژیم گرفتند و به همراه گروهی از همفکرانشان در ترکمن صحرا قیام کردند؛ ولی این حرکت که به قیام افسران خراسان شهرت یافت و به سرعت سرکوب شد، حساسیت فراوانی برانگیخت. عده‌ای از افسران مبارز به فرمان ستاد ارتش به کرمان تبعید شدند. طرح دستگیری روزبه نیز ریخته شد اما روزبه که در مرخصی یک‌ماهه به سر می‌برد، به جای بازگشت به خدمت، مخفی شد و از بازداشت نجات یافت. محمد پورهرمزان یکی از طراحان نقشه قیام و از شرکت‌کنندگان در آن بود.
ابوالحسن تفرشیان در کتاب قیام افسران خراسان، تعداد اعضای این قیام را ۲۵ نفر می‌داند که شامل ۱۹ افسر و ۶ سرباز می‌شوند. پس از آن ۶ افسر دیگر نیز از تهران به آن‌ها ملحق شدند شرکت‌کنندگان در قیام در گنبد قابوس مورد حمله نیروهای پلیس و ژاندارمری قرار گرفتند و بسیاری از آنان در نبرد مسلحانه از پای در آمدند. پورهرمزان از جمله معدود افسرانی بود که توانست با جنگ و گریز از مهلکه، جان سالم به در برد. پورهرمزان غیاباً محکوم به اعدام شد. بدین جهت در سال ۱۳۲۶ مخفیانه از کشور بیرون رفت و دوران طولانی مهاجرت سیاسی‌اش آغاز شد. تفرشیان نیز با کمک نیروهای شوروی از ایران فرار کرد و به فرقه دموکرات پیوست.
نقطه اوج فعالیت افسران در سال ۱۳۲۴ و قیام افسران خراسان بود. افسران توده‌ای، از جمله اسکندانی و سرهنگ آذر که چندان امیدی به پیروزی سیاسی حزب توده برای گرفتن قدرت نداشتند، به این نتیجه رسیدند که «حزب توده یک حزب انقلابی است، باید انقلابی عمل کنیم و حزب را به دنبال خود بکشیم.» نظامیان معتقد بودند که همزمان با تخلیه ایران به وسیله قوای بیگانه، مردم آمادگی قیام دارند. دربارهٔ اطلاع حزب توده از این قیام گزارش‌های ضد و نقیضی بیان شده‌است، اما استراتژی کلی حزب با این جریان چندان همخوانی و موافقت نداشت.
شب ۲۴ مرداد ۱۳۲۴ قیام افسران لشکر ۸ خراسان آغاز شد و به شکست انجامید. این قیام و سرکوب آن مشکلی برای حزب پیش آورد: با انتساب این قیام به افسران حزب توده، حزب تحت فشار قرار گرفت و بسیاری از فعالیت‌های آنان متوقف شد.
قیام افسران خراسان، سازمان نظامی حزب توده را نیز در وضعیت دشواری قرار داد. قیام آنها، هیئت حاکمه و ستاد ارتش به ریاست سرلشکر ارفع را متوجه نفوذ حزب توده در ارتش کرد. همین امر منجر به دستگیری چهل تن از افسران شاخه نظامی حزب شد و تعداد افسران باقی‌مانده به حدود بیست نفر رسید.
پس از اعلام تشکیل فرقه دموکرات آذربایجان در شهریور ۱۳۲۴، افسران باقی‌مانده از قیام خراسان و تعدادی دیگر از افسران سازمان نظامی برای آموزش نظامیان به این فرقه پیوستند و این امر باز منجر به تحریک ارتش و رکن دوم و شدت عمل مقابل سازمان افسران و خود حزب شد.
پس از فروپاشی فرقه تجزیه طلب آذربایجان که مورد حمایت روسها بود در سال ۱۳۲۵، رژیم بسیاری از افسران دستگیرشده را اعدام کرد؛ در حالی که تعدادی نیز همراه با سایر نیروهای فرقه دموکرات آذربایجان به شوروی پناهنده شدند. این اتفاق ضربه‌ای مهلک بر پیکره حزب توده و سازمان افسران آن بود.
حزب توده نیز که میراث‌دار شکست فرقه دموکرات آذربایجان شده بود و نیروهای آن از هر طرف دچار تشتت و ریزش شده بودند، با پیشنهاد خلیل ملکی سازمان افسران را منحل اعلام کرد. تعدادی از افسران و از جمله سروان خسرو روزبه به این امر اعتراض داشتند و مستقلاً «سازمان افسران آزادیخواه ایران» را تشکیل دادند.

## روایت‌ها
سه نفر در سه کتاب مجزا به شرح این رویداد پرداخته‌اند: ابوالحسن تفرشیان، احمد شفایی، و علی‌اصغر احسانی. فضل‌الله نجفی، برادر ابوالحسن نجفی از جمله افسرانی بود که در این واقعه به سرگرد اسکندانی پیوست و کشته شد. ابوالحسن نجفی این باره می‌گوید:
برادرم و جمعی از افسران دیگر از مشهد به سمت قوچان و از آنجا به سمت گنبد کاووس حرکت کردند و در مسیر خود تمام پادگان‌ها و دژبانی‌ها را خلع سلاح کردند. رهبری این گروه به عهده سرگرد اسکندانی بود و از افراد دیگری که در این قیام شرکت داشتند و بعدها معروف شدند و خاطراتشان را نوشتند می‌توان از ابوالحسن تفرشیان، احمد شفائی و علی‌اصغر احسانی نام برد. علی‌اصغر احسانی برایم تعریف کرد که او افسر مافوق برادرم و اولین کسی بوده که برادرم را برای پیوستن به این حرکت تبلیغ کرده‌است. احسانی برایم تعریف کرد که برادرم و اسکندانی در جیپی نشسته بودند که پیشاپیش کاروان حرکت می‌کرده و وقتی این جیپ را به رگبار می‌بندند، اسکندانی و برادرم درجا کشته می‌شوند. خیلی از افرادی که در ماشین‌های پشتی نشسته بودند، توانستند از این درگیری جان سالم به در ببرند.

## افراد درگیر در قیام
- عبدالرضا آذر
- علی‌اکبر اسکندانی
- غلامحسین بیگدلی
- محمد پورهرمزان
- خسرو روزبه
- فضل‌الله نجفی (متولد ۱۲۹۹ در اصفهان)[۷]
- احمد شفائی
- علی‌اصغر احسانی
- ابوالحسن تفرشیان
- عبدالرحیم ندیمی